# Алекс Крал
Алекс Крал (чеськ. Alex Král, нар. 19 травня 1998, Кошиці, Словаччина) — чеський футболіст, півзахисник берлінського «Уніона» та національної збірної Чехії. На умовах оренди виступає за «Еспаньйол».

## Клубна кар'єра
Алекс Крал народився у словацькому місті Кошиці. Згодом він разом з родиною переїхав до Чехії, до міста Брно. Саме там він і почав займатися футболом. Спочатку це був місцевий клуб з нижчих ліг. А у 2007 році Крал приєднався до академії клубу Першої ліги «Збройовка», де провів п'ять років. Наступні п'ять років з 2012 по 2017 Крал проходив навчання у футбольній школі столичного клубу «Славія». 
На дорослому рівні Крал дебютував у клубі «Тепліце», куди перейшов у лютому 2017 року у пошуках ігрової практики. 7 травня 2017 року Алекс зіграв свій перший матч у чемпіонаті Чехії.

### Славія (Прага)
Після вдалих виступів у складі «Тепліце», в січні 2019 року Крал повернувся до «Славії», вихованцем якої він і є. Вже в лютому того року футболіст дебютував в основі столичного клубу. Через вісім місяців після того, як він відсвяткував з клубом національний дубль, вийшов до чвертьфіналу Ліги Європи та допоміг клубу вийти до групового етапу Ліги чемпіонів.

### Спартак (Москва)
1 вересня 2019 року Крал підписав п'ятирічний контракт з московським «Спартаком». Сума трансферу становила 12 млн євро, що є однією з найбільших в історії чеського футболу. Вже 14 вересня Алекс Крал дебютував у складі «червоно-білих» у матчі РПЛ проти «Урала».

#### Вест Гем Юнайтед
Сезон 2021/22 він провів в оренді з правом викупу у «Вест Гем Юнайтед», за який взяв участь лише в шести матчах.

#### Шальке 04
14 липня 2022 року Крал відправився в річну оренду до німецької команди «Шальке 04». Отримавши дозвіл ФІФА, він розірвав контракт з московським «Спартаком». Угода між двома клубами не передбачає право викупу.

### Уніон (Берлін)
2 червня 2023 року перейшов у німецький клуб «Уніон» (Берлін).

## Виступи за збірні
З сімнадцятирічного віку Алекс Крал регулярно викликався до стану юнацьких та молодіжної збірної Чехії. 26 березня 2019 року у товариському матчі проти команди Бразилії Крал дебютував у складі національної збірної Чехії.
25 травня 2021 року Крал був включений до остаточного складу збірної Чехії на матчі Євро-2020.
| Рік               | Ігри | Голи |
| ----------------- | ---- | ---- |
| 2019              | 9    | 2    |
| 2020              | 7    | 0    |
| 2021              | 13   | 0    |
| 2022              | 5    | 0    |
| 2023              | 2    | 0    |
| Всього            | 36   | 2    |
| До 20 червня 2023 |      |      |

## Стиль гри
Він універсальний гравець, який на високому рівні може впоратися як із захисними, так і з наступальними діями.

## Титули і досягнення
«Славія» (Прага)
 Чемпіон Чехії: 2018/19, 2019/20
 Переможець Кубка Чехії: 2018/19